# Unkie
unkie（アンキー）は、日本のスリーピースインディーズ・ロックバンド。2006年結成。

## 概要
RIZEのオリジナル・メンバーとして活躍し、その後AJICOやLOSALIOSにも参加した女性ベーシスト・TOKIE、downyのギタリスト・青木裕、元JUDEのドラマー・城戸紘志からなるインストゥルメンタル・ロックバンド。当初は雑誌主催イベント出演のための一夜限りのセッションバンドであったが、そのライブが評判となり、パーマネントな活動をスタートする。

## メンバー
TOKIE（トキエ）
ベース担当。
元RIZE、元AJICO、元LOSALIOS、ACE OF SPADESのメンバー。
青木裕（あおき ゆたか）
ギター担当。アルバムのアートワークも手掛ける。
downy、元VOLA & THE ORIENTAL MACHINEのメンバー。
2018年3月19日、逝去。
城戸紘志（きど ひろし）
ドラムス担当。
元JUDEのメンバー。フジファブリック、吉井和哉、フルカワミキ、榎本くるみなどサポート。

## 経歴
2006年1月、結成。元々はイベントライブのためだけのバンドであったが、好評を受け定期的に活動していくようになる。4月、ARABAKI ROCK FEST. '06に出演。
2007年1月、アルバムのレコーディングスタート。7月、1stアルバム『the Price of Fame』をリリース。12月、「COUNTDOWN JAPAN 07/08」に出演。
2008年10月、スティーヴ・アルビニをエンジニアに迎え、シカゴにてレコーディングを行った2ndアルバム『too many secrets』リリース。11月、アルバムリリースを記念して、代官山UNITにて初のワンマンライブを行う。
2009年9月、配信限定リリース第1弾としてシングル「Save It」をリリース。10月、フジテレビ系月9ドラマ『東京DOGS』劇中音楽のレコーディングに参加。ドラマのメインテーマに加え、ドラマの各シーンに使用されている楽曲の演奏を担当。
2010年3月、配信限定リリース第2弾としてシングル「But Still Beginning」をリリース。
2011年9月、3rdアルバム『DEVIL'S RIDE』を2,000枚完全限定にて発売。
2013年5月、4thアルバム『FOREST VAMP』をリリース。

## ディスコグラフィ

### 配信シングル
|     | 発売日        | タイトル            |
| --- | ------------- | ------------------- |
| 1st | 2009年9月4日  | Save It             |
| 2nd | 2010年3月17日 | But Still Beginning |

## ミュージック・ビデオ
| 監督     | 曲名                         |
| 小嶋貴之 | 「RUN SHEEP RUN」「UNCHAIN」 |
| 斉藤潤   | 「Tecaba」                   |
| 番場秀一 | 「blink」                    |

## 主なライブ

### ワンマンライブ・主催イベント
- 2008年 - "too many secrets" unkie 2nd album release live.
- 2010年 - 自主企画イベント"Plug it!"[注 1]

### 出演イベント
- 2006年04月30日 - ARABAKI ROCK FEST.06
- 2007年12月31日 - COUNTDOWN JAPAN 07/08
- 2009年03月11日 - unkie vs 8otto
- 2009年09月13日 - THE RODEO CARBURETTOR "VANDALIZE TOUR"
- 2009年10月04日 - CLUB Que 15th ANNIVERSARY SEASON3 APOLLO15 PROJECT vol.48
- 2009年11月18日 - CLUB251 16th ANNIVERSARY
- 2009年12月11日 - unkie vs クロワニ
- 2011年02月16日 - unkie vs about tess
- 2012年04月18日 - kilk records presents "Four Sticks"
- 2012年05月06日 - A SONG I is not only in voice.
- 2012年06月06日 - Freakin'n "A"round!!!
- 2012年07月17日 - AtQue★夏ノ陣2012 vs series
- 2012年09月22日 - CLUB Que shimokitazawa「新夜想曲第十八番・ウタゲアリキ」No.18 anniversary
- 2012年10月27日 - Live Rock 【一花-ichika-2012-sononi-】
- 2012年11月28日 - Blaze Of Glory Vol.1
- 2012年12月06日 - fresh! Presents「どさくさに紛れてなにすんねん レコ発編第二夜」
- 2013年01月18日 - 侍音宴-Samurai Rock Party vol.2
- 2013年02月03日 - 69 Paradise
- 2013年07月18日 - LIVE incident vol.1